# 卜部蘭
卜部 蘭（うらべ らん、1995年6月16日 - ）は、日本の陸上競技選手。専門は中距離走。父・卜部昌次は中央大学で箱根駅伝を2度（1区、10区）走り母校のシード権獲得に貢献。母・卜部（旧姓：田島）由紀子は東京女子体育大学で日本選手権1500mで準優勝2回、全国女子駅伝8区で区間賞獲得。

## 経歴
新宿区立早稲田小学校、新宿区立西戸山中学校（統合後は新宿区立新宿西戸山中学校）、白梅学園高等学校、東京学芸大学教育学部芸術スポーツ文化課程（G類）生涯スポーツ専攻卒業。大学卒業後、クラブチームNIKE TOKYO TC（NTTC）に所属。同クラブの解散に伴い積水化学に移籍。
中学3年の2010年全日本中学陸上800mで2位となり、さらに全国中学駅伝で1区区間賞をとって全国的に知られるようになった。高校1年で2011年インターハイ800m、国体少年女子B1500mに出場。高校2年では、国体少年女子A800ｍ、日本ユース800mで入賞。高3ではインターハイ800m、国体少年女子A800ｍでも入賞し、日本ジュニア800mで初の全国優勝を果たした。
大学でも中距離で活躍した。大学1年では故障で出遅れたが秋の日本インカレ1500mで6位。大学2年以降も何度か不調に苦しみながらも、日本学生個人で800m、日本インカレで800m、1500mを優勝した。大学4年で日本インカレ1500mで優勝した際には学生陸上界では「母娘2代での優勝」と話題になった。
大学卒業後は最強ランナー新谷仁美とクラブチームNTTCで活動し、800m、1500mで日本選手権や国体、さらにアジア選手権でも活躍。2019年の日本選手権1500mでは母親の果たせなかった優勝を果たし、さらに800mも制して2冠となった。NTTC解散後の2020年1月から新谷とともに積水化学に所属し、2020年東京オリンピック出場を目指して取り組んだ。参加標準記録には達しなかったが、年間ランキング上位に入り1500m代表に選ばれた。同種目の日本選手出場は、田中希実とともに初の快挙である。
2021年8月2日の東京オリンピック陸上女子1500m予選では、2組で出走。組9着で予選落ちとなったが、自己記録を2秒62も更新する4分7秒90（日本歴代3位）の快走を見せた。
2024年1月1日に結婚したことを発表。

## 主な記録
| 年     | 大会                              | 種目             | 順位   | 備考           |  |
| ------ | --------------------------------- | ---------------- | ------ | -------------- |  |
| 2010年 | 千葉国際クロスカントリー          | 中学女子3km      | 12位   |                |  |
|        | 全日本中学陸上・鳥取              | 800m             | 2位    |                |  |
|        | 全国中学駅伝・山口                | 1区              | 区間賞 | 西戸山中学30位 |  |
| 2011年 | 第66回国民体育大会・山口          | 少年女子B1500m   | 4位    |                |  |
|        | 第5回日本ユース陸上               | 800m             | 4位    |                |  |
| 2012年 | 第67回国民体育大会・岐阜          | 少年女子共通800m | 6位    |                |  |
| 2013年 | 大分インターハイ2013              | 800m             | 4位    |                |  |
|        | 大分インターハイ2013              | 1500m            | 9位    |                |  |
|        | 第68回国民体育大会・東京          | 少年女子共通800m | 5位    |                |  |
|        | 第29回日本ジュニア陸上            | 800m             | 優勝   |                |  |
| 2014年 | 日本インカレ・熊谷                | 1500m            | 6位    |                |  |
| 2015年 | 日本学生個人                      | 800m             | 優勝   |                |  |
|        | 日本インカレ・長居                | 800m             | 2位    |                |  |
|        | 日本インカレ・長居                | 1500m            | 優勝   | 母娘2代制覇    |  |
| 2016年 | 日本インカレ・熊谷                | 800m             | 優勝   |                |  |
|        | 日本インカレ・熊谷                | 1500m            | 2位    |                |  |
| 2017年 | 第101回日本選手権・長居           | 800m             | 7位    |                |  |
|        | 日本インカレ・福井                | 800m             | 4位    |                |  |
|        | 日本インカレ・福井                | 1500m            | 優勝   |                |  |
| 2018年 | 第102回日本選手権・山口           | 1500m            | 2位    |                |  |
|        | 第73回国民体育大会・福井          | 成年女子1500m    | 優勝   |                |  |
| 2019年 | 都道府県対抗女子駅伝              | 2区              | 8位    | 東京都9位      |  |
|        | 2019アジア選手権・ドーハ          | 1500m            | 4位    | 初の日本代表   |  |
|        | 全日本実業団陸上                  | 1500m            | 2位    |                |  |
|        | 第103回日本選手権・福岡           | 800m             | 優勝   |                |  |
|        | 第103回日本選手権・福岡           | 1500m            | 優勝   |                |  |
|        | 第74回国民体育大会・茨城          | 成年女子1500m    | 5位    |                |  |
| 2020年 | 全日本実業団陸上                  | 800m             | 優勝   |                |  |
|        | 全日本実業団陸上                  | 1500m            | 優勝   |                |  |
|        | 第104回日本選手権・新潟           | 800m             | 3位    |                |  |
|        | 第104回日本選手権・新潟           | 1500m            | 4位    |                |  |
|        | 実業団女子駅伝                    | 2区              | 区間賞 | 積水化学2位    |  |
| 2021年 | READY STEADY TOKYO                | 1500m            | 2位    |                |  |
|        | 第105回日本選手権・長居           | 800m             | 優勝   |                |  |
|        | 第105回日本選手権・長居           | 1500m            | 2位    |                |  |
|        | 実業団女子駅伝                    | 2区              | 区間賞 | 積水化学優勝   |  |
| 2022年 | 第30回金栗記念選抜中・長距離 熊本 | 1500m            | 優勝   |                |  |
|        | 第9回木南道孝記念陸上競技大会     | 1500m            | 2位    |                |  |
|        | 第106回日本選手権・長居           | 800m             | 6位    |                |  |
|        | 第106回日本選手権・長居           | 1500m            | 8位    |                |  |
|        | 実業団女子駅伝                    | 2区              | 区間賞 | 積水化学2位    |  |